# Stigmatura napensis
Stigmatura napensis là một loài chim trong họ Tyrannidae.